# 661178 Żywiecmed
661178 Żywiecmed è un asteroide della fascia principale. Scoperto nel 2013, presenta un'orbita caratterizzata da un semiasse maggiore pari a 3,046256 UA e da un'eccentricità di 0,101187, inclinata di 9,017173° rispetto all'eclittica.
È dedicato all'ospedale della città polacca di Żywiec.